# منطقه ویژه مدیریت‌شده جنوبگان
منطقه ویژه مدیریت‌شده جنوبگان یک منطقه حفاظت‌شده در قاره جنوبگان یا آبخوست‌های اطراف آن است. منطقه‌های ویژه مدیریت‌شده جنوبگان بدست دولت‌های برزیل، لهستان، اکوادور، پرو، ایالات متحده آمریکا، نیوزیلند، استرالیا ، ژاپن، نروژ، اسپانیا، بریتانیا، شیلی، هند، روسیه، و رومانی مدیریت می‌شوند. آرمان برپایی منطقه ویژه مدیریت‌شده جنوبگان "کمک به برنامه‌ریزی و هماهنگی بین کنش‌ها در یک منطقه ویژه، دوری جستن از تداخل‌های احتمالی، بهبود همکاری بین کشورهای امضا کننده سیستم پیمان جنوبگان، و کم کردن اثرات محیط زیست" است. منطقه‌های ویژه مدیریت‌شده جنوبگان ممکن است منطقه‌هایی را در بر بگیرند که کنش‌های انسانی، ریسک تداخل متقابل یا انباشت تاثیرات محیط زیستی را داشته باشند. نمونه آن، سایت‌ها یا یادواره‌هایی هستند که ارزش تاریخی دارند. برخلاف منطقه ویژه حفاظت‌شده جنوبگان، ورود به منطقه ویژه مدیریت‌شده جنوبگان نیازی به مجوز ندارد.